# Orličský hřbet
Orličský hřbet je geomorfologický okrsek Orlických hor. Nachází se na jejich jihovýchodním okraji a ve východní části Pardubického kraje v okrese Ústí nad Orlicí. Nejvyšší horou hřbetu je Suchý vrch (995 m).

## Geomorfologie
Orličský hřbet náleží do geomorfologického celku Orlické hory a podcelku Bukovohorská hornatina. Dělí se dále na dva podokrsky, které od sebe odděluje Červenovodské sedlo. Jižně od něj se nachází Bukovohorský hřbet, severně Suchovršský hřbet. Západně a jižně na Orličský hřbet navazuje Výprachtická vrchovina. Četné rozsochy vybíhající ze hřbetu západním směrem jsou již zahrnuty do této vrchoviny. Na jižní straně je posledním vrcholem Buková hora. Východní svah Orličského hřbetu prudce spadá do Kladské kotliny, na severu ho od Pastvinské vrchoviny odděluje tok Tiché Orlice.
| Geomorfologické členění Orlických hor                                                | Geomorfologické členění Orlických hor | Geomorfologické členění Orlických hor |
| ------------------------------------------------------------------------------------ | ------------------------------------- | --- |
| ČESKÁ VYSOČINA • Krkonošsko-jesenická subprovincie • Orlická oblast                  |                                       | |
| DEŠTENSKÁ HORNATINA                                                                  | Orlický hřbet                         | Olešnický hřbet (bezejmenný, 835 m) Vrchmezský hřbet (Vrchmezí, 1084 m) Deštenský hřbet (Velká Deštná, 1116 m) Kunštátský hřbet (Tetřevec, 1044 m) Anenský hřbet (Anenský vrch, 997 m) |
| DEŠTENSKÁ HORNATINA                                                                  | Orlické rozsochy                      | Zdobnické rozsochy (Karlův vrch, 956 m) Říčské rozsochy (bezejmenný, 910 m) |
| DEŠTENSKÁ HORNATINA                                                                  | Orlickozáhorská brázda                | nečlení se (bezejmenný, 790 m) |
| MLADKOVSKÁ VRCHOVINA                                                                 | Bartošovická vrchovina                | nečlení se (bezejmenný, 704 m) |
| MLADKOVSKÁ VRCHOVINA                                                                 | Pastvinská vrchovina                  | nečlení se (Adam, 766 m) |
| BUKOVOHORSKÁ HORNATINA                                                               | Orličský hřbet                        | Suchovršský hřbet (Suchý vrch, 995 m) Bukovohorský hřbet (Buková hora, 958 m) |
| BUKOVOHORSKÁ HORNATINA                                                               | Výprachtická vrchovina                | nečlení se (Špičák, 799 m) |
| PROVINCIE • Subprovincie • Oblast / Celek / PODCELEK • Okrsek • Podokrsek • (vrchol) |                                       | |

## Vrcholy

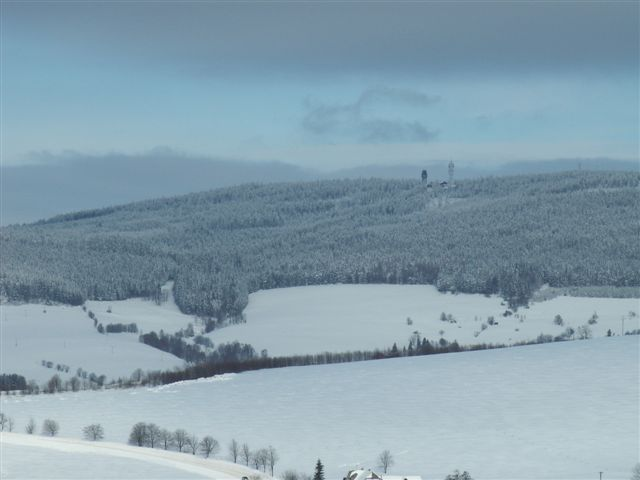
Zimní Suchý vrch z jihozápadu

V Orličském hřbetu nejsou mezi jednotlivými vrcholy obvykle velké výškové rozdíly a sedla mezi nimi nejsou příliš hluboká. Nachází se zde pět vrcholů vyšších než 900 metrů, přičemž dva nejvyšší tvoří dvojvrchol:
- Suchý vrch 995 m – Suchovršský hřbet
- Bradlo 988 m – Suchovršský hřbet
- Buková hora 958 m – Bukovohorský hřbet
- Na planiskách 934 m – Bukovohorský hřbet
- Jeřáb 901 m – Bukovohorský hřbet

Další čtyři vrcholy překonávají nadmořskou výšku 800 metrů. Trojice z nich se nachází přímo na hlavním hřebenu, čtvrtý nedaleko něj na jedné z rozsoch.
- bezejmenný vrchol na rozsoše Jedlina 886[2] m – Suchovršský hřbet
- Prostřední vrch 872 m – Suchovršský hřbet
- Vysoký kámen 848 m – Suchovršský hřbet
- Bouda 846 m – Suchovršský hřbet

Vrcholy pod 800 m n. m. se na hřbetu nenacházejí. Výjimkou je severozápadní výběžek Vysokého nazývaný Mlýnský vrch s nadmořskou výškou 595 metrů. V jeho případě se ale nejedná o klasický vrchol ale o spočinek.

## Vodstvo
Hřbetem mezi Suchým vrchem a Bukovou horou prochází hlavní evropské rozvodí mezi Severním a Černým mořem. Jižní svahy odvodňuje Moravská Sázava, jihozápadní pak její významný levý přítok Březná. Voda ze zbylé části hor odtéká levými přítoky Tiché Orlice. Potoky stékající z prudkého východního svahu sbírá s ním víceméně rovnoběžně tekoucí Boříkovický potok. Souvislé vodní plochy se na hřbetu nevyskytují (snad až jen na miniaturní jezírko neznámého původu v blízkosti sedla mezi Boudou a Vysokým).

## Vegetace
Vrcholové partie Bukovohorské hornatiny jsou porostlé téměř výhradně a souvisle hospodářskými smrčinami. V nižších polohách se objevují i listnaté porosty s převahou buku lesního. Pasek se na svazích horstva nevyskytuje mnoho.

## Ochrana přírody
Celý prostor Orličského hřbetu zaujímá přírodní park Suchý vrch – Buková hora. V bezprostředním okolí Tiché Orlice se nachází přírodní park Orlice. Zasahuje sem i Ptačí oblast Králický Sněžník. Podzemní systém dělostřelecké tvrze Bouda je chráněným zimovištěm netopýrů.

## Komunikace
Jedinou komunikací kromě lesních cest, která prochází napříč hřbetem, je silnice I/11 Praha – Hradec Králové – Šumperk – Ostrava. Hory přechází přes Červenovodské sedlo, na kterém z ní odbočuje veřejná komunikace vedoucí k rozhledně na Suchém vrchu. Zvláštním případem je pevnostní silnice spojující obec Těchonín s dělostřeleckou tvrzí Bouda. Železniční trať Ústí nad Orlicí – Międzylesie kopíruje tok Tiché Orlice, na druhé straně hřebene pak navazuje železniční trať Lichkov–Štíty. Ve vrcholových partiích Boudy lze narazit na pozůstatky více než kilometr dlouhé úzkorozchodné železniční trati z období výstavby dělostřelecké tvrze Bouda.

## Stavby

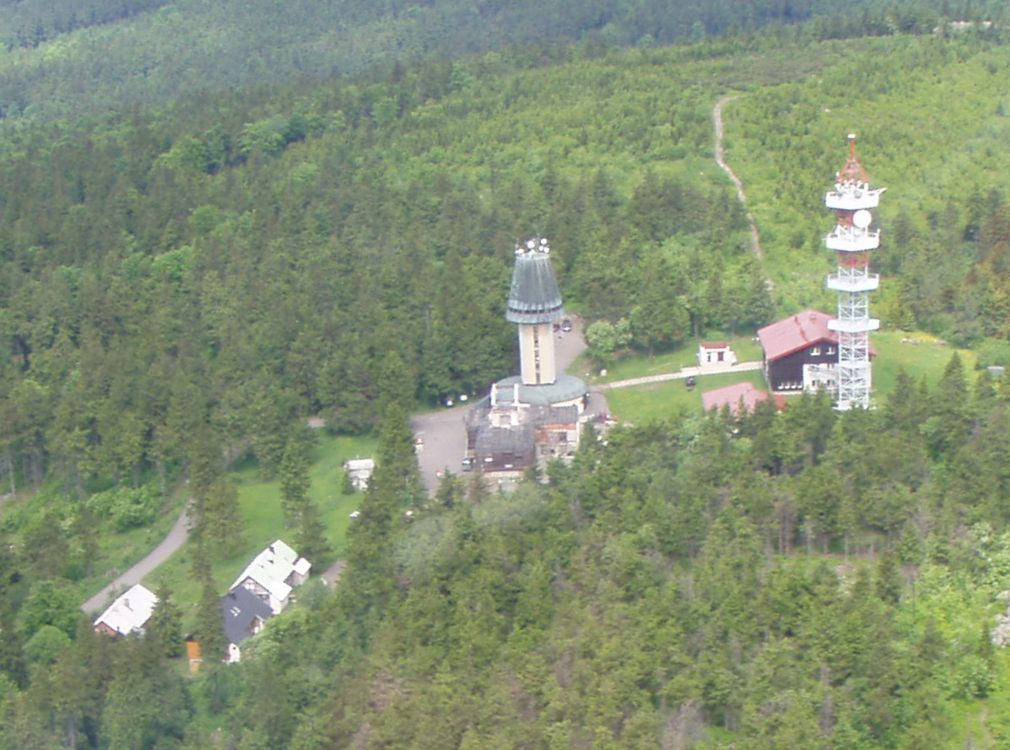
Letecký pohled na zástavbu na vrcholu Suchého vrchu.

V mělkém sedle dvojvrcholu Suchý vrch - Bradlo se nachází turistická Kramářova chata z roku 1928 napojená na vyhlídkovou věž (sloužila i jako vodárenská) z roku 1932.
V severní části hřebenu bylo v druhé polovině třicátých let proti tehdejšímu Německu budováno pohraniční opevnění. V lesním masívu či na jeho okraji se zde nachází patnáct objektů těžkého a několik desítek objektů lehkého opevnění. Linie opevnění sleduje hlavní hřeben od Mladkova přes Vysoký na Boudu a odtud klesá po východním úbočí k obci Dolní Boříkovice. Největším objektem je muzejně zpřístupněná dělostřelecká tvrz Bouda. Jako druhé je zde Muzeum pod Vysokým kamenem nacházející se v okolí sedla jihovýchodně od vrcholu.
Na vrcholcích Suchého vrchu a Bukové hory se nacházejí radiokomunikační převáděče. Převáděč stojící v bezprostřední blízkosti rozhledny na Suchém vrchu patří Armádě České republiky. Patří k němu vojenský objekt a nevelký veřejnosti nepřístupný prostor.
Z jiných staveb stojí za zmínku již jen turistické informační centrum na Červenovodském sedle.

## Turistické trasy
Prostor Orličského hřbetu je protkán dostatečným systémem značených turistických tras. Hlavní hřeben sleduje od severu červeně značená Jiráskova cesta, která se na sedle Hvězda stáčí na západ k Jablonnému nad Orlicí. Štafetu zde přebírá zelená turistická značka, po které se dá hřebenový přechod hor dokončit. Úbočím Vysokého prochází netypicky žlutě značený okruh naučné stezky Betonová hranice věnující se problematice předválečného československého opevnění. Cyklistické trasy jsou na území hor dvě. Červeně značená sleduje přibližně trasu hlavního hřebenu vrcholovými partiemi, bíle značená vede průlomem Tiché Orlice a východním úbočím.

## Lyžařské centrum
Hlavním lyžařským centrem je v celé Bukovohorské hornatině Skiareál Čenkovice. Jeho hlavní atrakcí je dvojice velkých lyžařských vleků na severozápadním úbočí Bukové hory. Systém běžeckých tras jím provozovaný pokrývá celý hřbet.